# Космос-133
Космос-133 — первый экспериментальный космический корабль типа «Союз» (7К-ОК № 2). На борту находился манекен. Предполагалось протестировать стыковку с другим «Союзом» (7К-ОК № 1), который должен был быть запущен позже, но из-за неполадок на корабле № 2 его старт был отменен.
Из-за очень интенсивной работы двигателей причаливания и ориентации по каналу вращения после отделения от ракеты-носителя всё топливо было израсходовано, поэтому стыковка стала невозможной. Было решено проверить режим управляемого спуска и мягкую посадку. Однако вернуть корабль на Землю не удалось из-за ошибок при его сборке, была перепутана фазировка команд на управляющие рулевые сопла. Из-за подозрения в том что аппарат приземлится за пределами СССР, была запущена система автоматического подрыва, которая и уничтожила корабль 30 ноября 1966 в 10:21 GMT.
Попытка запуска «Союза» 7К-ОК № 1 состоялась 14 декабря 1966 года, старт был отложен, но произошло срабатывание САС и взрыв ракеты в стартовом сооружении повлекший гибель троих человек.